# گشنیز
گِشنیز گیاهی از خانوادهٔ چتریان با نام علمی «Coriandrum sativum» است. این گیاه، بومی جنوب اروپا، غرب آسیا و شمال آفریقا است و ارتفاع آن تا نیم متر هم می‌رسد. تمامی بخش‌های این گیاه، خوراکی هستند و عمدتاً برگ‌ها و بذر این گیاه، به‌عنوان سبزی و ادویه مورد استفاده هستند. در فارسی پهلوی به آن گشنیج می‌گفتند.

## کاربردها

### برگ و ساقه
در ایران از برگ و ساقه گشنیز به عنوان سبزی‌جات خوردنی استفاده می‌شود. نام گشنیز همچنین به‌عنوان یکی از مواد اصلی در فرمول مخفی کوکاکولا ذکر شده‌است. به دلیل اینکه گرما و حرارت می‌تواند بر کاهش طعم گشنیز اثر داشته باشد، برگ گشنیز را اغلب به صورت خام استفاده کرده و یا بلافاصله قبل از سرو غذا به آن اضافه می‌کنند. در آشپزی هندی و آسیای مرکزی، از برگ گشنیز به مقدار فراوان استفاده می‌شود و تا زمانی که طعم آن کم شود آن را می‌پزند.

### دانه

لینالول که یکی از عوامل اصلی بو و عطر گشنیز است.

در هند، از تخم گشنیز به‌عنوان یکی از ادویه‌جات مهم استفاده می‌گردد. تخم گشنیز ادویه‌ای است که عطر قوی دارد و از آن در آشپزی ایرانی استفاده می‌شود. در طب سنّتی نیز از آن استفاده می‌کنند. در ایران از تخمِ گشنیز برای تصفیهٔ خون و استفاده در شیرینی‌جات خانگی بهره می‌برند. از آن در صنعت عطرسازی هم استفاده می‌شود.

### ریشه
ریشهٔ گشنیز در آشپزی به‌ویژه آشپزی تایلند استفاده می‌شود.

### کاربردهای دارویی
یک پژوهش اولیه نشان داده‌است که اسانس گشنیز می‌تواند باکتری‌های گرم مثبت و گرم منفی از جمله استافیلوکوکوس اورئوس، انتروکوکوس فکالیس، سودوموناس آئروژینوزا و اشریشیا کلی را مهار کند. همچنین به‌نظر می‌رسد که اسانس گشنیز به‌علت داشتن درصد بالای لینالول اثر ضد درد داشته باشد.

## ارزش غذایی
برگ گشنیز خام، حاوی ۹۲ درصد آب، ۴ درصد کربوهیدرات، ۲ درصد پروتئین و کمتر از ۱ درصد چربی است (جدول). ویژگی‌های تغذیه‌ای بذر گشنیز با ساقه یا برگ تازهٔ آن متفاوت است. برگ‌ها به‌طور ویژه غنی از ویتامین آ، ویتامین ث و ویتامین کا هستند. دانه‌ها به‌طور کلی محتوای ویتامین کمتری دارند، اما مقادیر قابل توجهی فیبر، کلسیم، سلنیم، آهن، منیزیم و منگنز در رژیم غذایی فراهم می‌کنند.

## نگارخانه

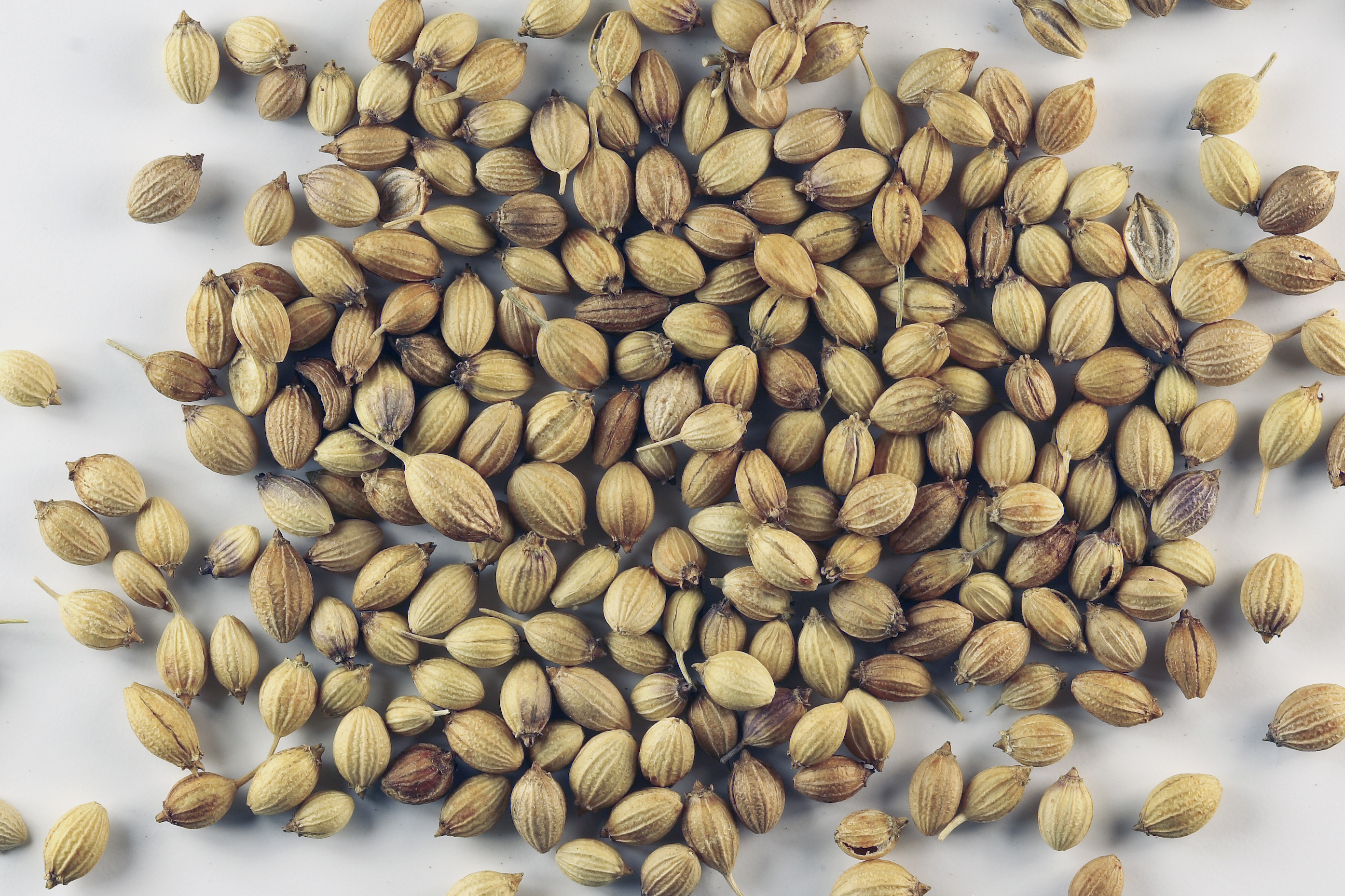
تخم گشنیز
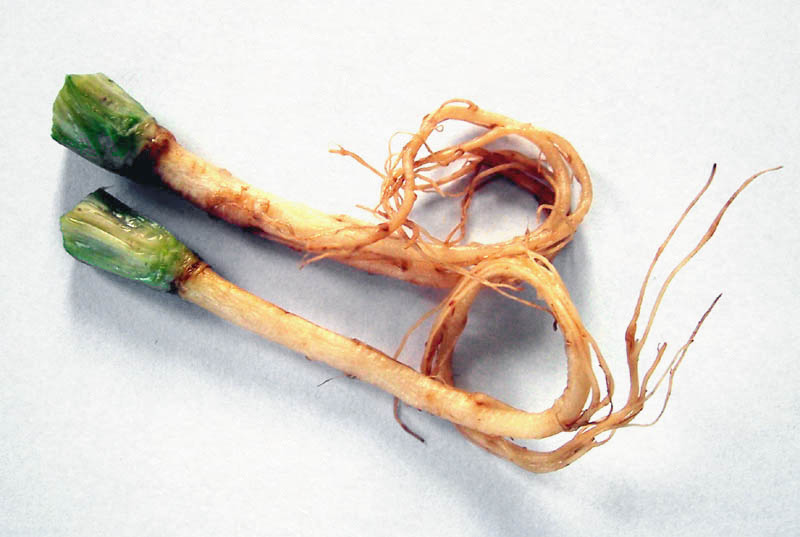
ریشهٔ گشنیز
گل‌های بوتهٔ گشنیز